# Léon Aucoc
Jean-Léon Aucoc, né le 10 septembre 1828 à Paris et mort le 15 décembre 1910 à Paris, est un juriste et haut fonctionnaire français.

## Biographie

### Jeunesse et études
Petit-fils de Louis Nourrit, de la famille des orfèvres Louis et André Aucoc, il est élève à l'École d'administration de 1848.

### Parcours professionnel
En 1851, Aucoc devient chef de cabinet du secrétaire général du ministère de l'Intérieur en 1851. Il rentre au Conseil d'État comme auditeur l'année suivante. Il y passe successivement maître des requêtes en 1860, commissaire du gouvernement en 1864, conseiller d'État en 1869 et président de la section des travaux publics en 1872.
Il quitte le Conseil d’État en 1879 en faisant valoir son droit à la retraite, après la démission de Mac Mahon de la présidence de la république. Il est membre du conseil d'administration de l'École libre des sciences politiques sous la direction d'Émile Boutmy, et préside le conseil en 1896.
Aucoc est élu membre de l'Académie des sciences morales et politiques en 1877. Il participe à l'émergence du droit administratif.
Il devient président de la Compagnie des chemins de fer du Midi.
Il était membre du conseil de l'ordre de la Légion d'honneur.
Il est inhumé au cimetière du Père-Lachaise (9e division).

## Distinctions
- Grand officier de la Légion d'honneur

## Publications
- De la propriété des églises paroissiales et des presbytères, Paris, Imprimerie P. Dupont, 1854, 16 p., in-8° (lire en ligne). — Extrait de l’École des communes.
- Des sections de commune, des droits, des charges, des ressources propres des sections, de la gestion de leurs biens et de la représentation de leurs intérêts, Paris, Imprimerie et librairie administratives, 1858, 342 p., in-18.
- Les Sections de commune et la loi du 28 juillet 1860 sur la mise en valeur des biens communaux : essai de statistique des sections, Paris, Éditions Guillaumin, 1863, in-8°. — Extrait du Journal des économistes.
- Des sections de commune et des biens communaux qui leur appartiennent, Paris, Imprimerie P. Dupont, 1864, 586 p., in-8° (lire en ligne). — Deuxième édition (la plus complète).
- La Juridiction administrative et les préjugés, Paris, Imprimerie Panckoucke, 1864, in-8°. — Extrait du Moniteur universel des 13 et 25 août 1864. — Réédition en 2012 aux Éditions Dalloz (coll. « Tiré à part », volume 5) augmentée d’une étude de Benoît Plessix : Léon Aucoc, un légiste au XIXe siècle.
- Introduction à l’étude du droit administratif : première conférence faite à l’École impériale des Ponts et Chaussées, Paris, Imprimerie P. Dupont, 1865, 73 p., in-8° (lire en ligne).
- Résumé des conférences sur le droit administratif, faites par M. L. Aucoc : 1865-1866, Paris, 1866, in-4°.
- Conférence faite à l’École impériale des Ponts et Chaussées sur l’histoire de l’administration et du corps des ingénieurs des Ponts et Chaussées, Paris, Éditions Dunod, 1867, 39 p., in-8° (lire en ligne). — Extrait des Annales des Ponts et Chaussées, tome XII, 1866.
- Notions sur l’histoire des voies de communication en France, Paris, Éditions L. Hachette, coll. « Conférences populaires données à l’Asile impérial de Vincennes », 1867, 52 p., in-18.
- Recours au Conseil d’État de Mgr le duc d’Aumale et M. Michel Lévy contre la décision du ministre de l’Intérieur du 18 juin 1866 : plaidoiries de MMes Courot et Groualle, avocats ; conclusions de M. Aucoc, Paris, Imprimerie E. Brière, 1867, 39 p., in-8° (lire en ligne).
- Conférences sur l’administration et le droit administratif faites à l’École impériale des Ponts et Chaussées par Léon Aucoc, Paris, Éditions Dunod, 1869-1876, 3 vol. in-8° (lire en ligne). — Deuxième édition revue et corrigée en 1878-1882 (voir plus bas).
- Du caractère et des effets des actes administratifs qui délimitent le domaine public, notamment le lit des cours d’eau navigables et flottables et le rivage de la mer, Paris, Éditions Cotillon, 1869, in-8° (lire en ligne). — Extrait de la Revue critique de législation et de jurisprudence, t. XXXIV.
- Des règlements d’administration publique et de l’intervention du Conseil d’État dans la rédaction de ces règlements, Paris, Éditions Cotillon, 1872, 12 p., in-8° (lire en ligne). — Extrait de la Revue critique de législation et de jurisprudence.
- De la compétence respective du pouvoir législatif et du pouvoir exécutif en matière d’autorisation de travaux publics, Paris, Éditions Cotillon, 1874, in-8° (lire en ligne). — Extrait de la Revue critique de législation et de jurisprudence.
- Des moyens employés pour constituer le réseau des chemins de fer français et en particulier des conventions relatives à la garantie d’intérêt et au partage des bénéfices, Paris, Éditions Cotillon, 1874, 83 p., in-8° (lire en ligne). — Réédition en 1875.
- Observations sur la codification des lois, présentées à la Société de législation comparée, Paris, Éditions Cotillon, 1874, in-8°. — Extrait du Bulletin de la Société de législation comparée.
- Du régime des travaux publics en Angleterre par M. Ch. de Franqueville : compte rendu présenté à la Société de législation comparée, Paris, Éditions Cotillon, 1875, in-8°. — Extrait du Bulletin de la Société de législation comparée. L’auteur de ce compte rendu est Léon Aucoc.
- Le Conseil d’État avant et depuis 1789 : ses transformations, ses travaux et son personnel ; étude historique et bibliographique, Paris, Imprimerie nationale, 1876, IV-434 p., in-8°.
- Discours prononcé à la Société de législation comparée, Paris, Imprimerie Arnous de Rivière, 1876, 11 p., in-8° (lire en ligne). — Extrait du Bulletin de la Société de législation comparée.
- Conférences sur l’administration et le droit administratif faites à l’École des Ponts et Chaussées, Paris, Éditions Dunod, 1878-1882, 3 vol. in-8° (lire en ligne). — Deuxième édition revue et corrigée ; la première a paru en 1869-1876 (voir plus haut).
- Des recours pour excès de pouvoirs devant le Conseil d’État, Paris, Imprimerie E. Colas, 1878, 52 p., in-8° (lire en ligne). — Extrait du Compte rendu de l’Académie des sciences morales et politiques.
- Rapport sur le concours relatif à la séparation des pouvoirs, Paris, Imprimerie E. Colas, 1879, 30 p., in-8° (lire en ligne). — Extrait du Compte rendu de l’Académie des sciences morales et politiques.
- Les Tarifs des chemins de fer et l’autorité de l’État, Paris, Éditions Dunod, 1880, 44 p., in-8° (lire en ligne). — Extrait du Compte rendu de l’Académie des sciences morales et politiques.
- Rapport sur le concours relatif à l’institution du jury en France et en Angleterre, Paris, Imprimerie E. Colas, 1881, 15 p., in-8° (lire en ligne). — Extrait du Compte rendu de l’Académie des sciences morales et politiques.
- Les Collections de la législation antérieure à 1789 et leurs lacunes pour les actes des XVIe, XVIIe et XVIIIe siècles, Paris, Éditions Picard, 1882, 24 p., in-8°. — Extrait du Compte rendu de l’Académie des sciences morales et politiques. Réédition en 1883.
- Les Étangs salés des bords de la mer Méditerranée et leur condition légale, Paris, Éditions Dunod, 1882, 30 p., in-8° (lire en ligne). — Extrait du Compte rendu de l’Académie des sciences morales et politiques.
- Rapport au garde des Sceaux ministre de la Justice sur les travaux du Comité de législation étrangère : (30 décembre 1882), Paris, Imprimerie du Journal officiel, 1883, in-8°. — Extrait du Journal officiel.
- Rapport sur le concours relatif à la décentralisation administrative, Paris, Éditions Picard, 1883, 23 p., in-8° (lire en ligne). — Extrait du Compte rendu de l’Académie des sciences morales et politiques. Prix Odilon-Barrot
- La Question des propriétés primitives, Paris, Éditions Cotillon, 1885, 16 p., in-8° (lire en ligne). — Extrait de la Revue critique de législation et de jurisprudence.
- Des autorités administratives préposées à la direction des travaux publics, et spécialement des ingénieurs des Ponts et Chaussées, Paris, Éditions Dunod, 1886, 117 p., in-8° (lire en ligne). — Extrait des Conférences sur l’administration et le droit administratif.
- Des limites de l’intervention de l’État dans la question ouvrière, Paris, Éditions Picard, 1886, 16 p., in-8° (lire en ligne). — Extrait du Compte rendu de l’Académie des sciences morales et politiques.
- De la délimitation du rivage de la mer et de l’embouchure des fleuves et rivières, Paris, Éditions F. Alcan, 1887, 36 p., in-8° (lire en ligne). — Extrait des Annales de l’École libre des sciences politiques.
- De la dérivation des sources pour l’alimentation des villes, Paris, Éditions A. Picard, 1889, 38 p., in-8° (lire en ligne). — Extrait du Compte rendu de l’Académie des sciences morales et politiques.
- Les Études de législation comparée en France, Paris, Éditions A. Picard, 1889, 17 p., in-8° (lire en ligne). — Extrait du Compte rendu de l’Académie des sciences morales et politiques.
- L’Institut de France : lois, statuts et règlements concernant les anciennes Académies et l’Institut de 1635 à 1889, Paris, Imprimerie nationale, 1889, CCVIII-451 p., in-8° (lire en ligne).
- L’Institut de France et les anciennes Académies, Paris, Éditions Plon, 1889, 48 p.   (Wikisource) (Également disponible aux formats PDF et MOBI.)
- La discipline de la Légion d’honneur et le contrôle des nominations, Paris, Éditions A. Picard, 1890, 49 p., in-8° (lire en ligne). — Extrait du Compte rendu de l’Académie des sciences morales et politiques.
- Académie des sciences morales et politiques, séance publique annuelle du 28 novembre 1891 : discours du président, Paris, Imprimerie Firmin Didot, 1891, 116 p., in-4°. — Contient aussi une Notice historique sur la vie et les travaux de M. Fustel de Coulanges, par Jules Simon.
- Allocution prononcée dans la séance du 3 janvier 1891 : Académie des sciences morales et politiques, Paris, 1891, 11 p., in-8° (lire en ligne).
- Funérailles de M. Chéruel, Paris, Imprimerie Firmin Didot, 1891, 6 p., in-4°. — Discours de Léon Aucoc, le 5 mai 1891.
- Funérailles de M. E. de Pressensé, Paris, Imprimerie Firmin Didot, 1891, 6 p., in-4°. — Discours de Léon Aucoc, le 10 avril 1891.
- De l’usage et de l’abus en matière de législation comparée, Paris, Éditions Cotillon, 1892, 19 p., in-8° (lire en ligne). — Extrait de la Revue critique de législation et de jurisprudence.
- Alfred Blanche, président du Comité consultatif, ancien professeur de droit administratif…, Conseiller d’État, Paris, Imprimerie P. Dupont, 1893, 20 p., in-8° (lire en ligne).
- Le Code d’organisation judiciaire de l’Empire de Russie, Paris, Éditions A. Picard et fils, 1893, 24 p., in-8°. — Extrait du Compte rendu de l’Académie des sciences morales et politiques.
- Des changements apportés depuis 1884 à la législation sur les fabriques des églises, Paris, Éditions A. Picard et fils, 1893, 21 p., in-8° (lire en ligne). — Extrait du Compte rendu de l’Académie des sciences morales et politiques.
- Banquet offert, le 24 avril 1894, à M. Fernand Daguin par ses collègues et amis de la Société de législation comparée…, Paris, Éditions F. Pichon, 1894, 11 p., in-8°. — Réunit les discours de MM. Léon Aucoc, Claude Bufnoir et Fernand Daguin.
- Les Controverses sur la décentralisation administrative : étude historique, Paris, Bureaux de la Revue politique et parlementaire, 1895, 57 p., in-8° (lire en ligne). — Extrait de la Revue politique et parlementaire, avril et mai 1895.
- La discipline de la Légion d’honneur, Paris, Bureaux de la Revue politique et parlementaire, 1895, 24 p., in-8° (lire en ligne). — Extrait de la Revue politique et parlementaire, août 1895.
- Une page du droit administratif : M. Boulatignier, Paris, Éditions Cotillon et F. Pichon, 1895, 15 p., in-8° (lire en ligne). — Extrait de la Revue critique de législation et de jurisprudence.
- Donation du Domaine de Chantilly à l’Institut de France : actes authentiques des 25 octobre et 29 décembre 1886, décret d’autorisation du 20 décembre 1886…, Paris, Imprimerie de Firmin-Didot et Cie, 1897, 43 p., in-4°. — Rédacteur : Léon Aucoc.
- Rapport sur l’entrée en possession du Domaine de Chantilly et sur les legs qui complètent la donation…, Paris, Imprimerie de Firmin-Didot et Cie, 1897, 11 p., in-4°. — Présenté à l’Assemblée générale de l’Institut dans la séance du 7 juillet 1897.
- Chantilly à l’Institut de France, Paris, Imprimerie de Soye et fils, 1898, 12 p., in-8°. — Extrait du Correspondant.
- Les Dons et legs aux établissements publics et la loi du 4 février 1901, Paris, Imprimerie Firmin Didot, 1901, 20 p., in-4°.
- Les Établissements publics et la loi du 4 février 1901, Paris, Éditions A. Picard, 1901, 31 p., in-8° (lire en ligne). — Extrait du Compte rendu de l’Académie des sciences morales et politiques.
- Rapport fait à la Commission administrative centrale… sur l’application de la loi du 4 février 1901, relative à la tutelle administrative en matière de dons et legs, Paris, Imprimerie Firmin Didot, 1901, 10 p., in-4°.
- Discours prononcés aux obsèques de Émile Boutmy, membre de l’Institut, fondateur-directeur de l’École libre des sciences politiques, le 28 janvier 1906, Coulommiers, Imprimerie de P. Brodard, 1906, 21 p., in-8°. — Réunit les discours de Léon Aucoc, Émile Gebhart, Étienne Hulot et Albert Sorel.